# Karmelitenkloster Straubing
Das Karmelitenkloster Straubing  ist ein Kloster der Oberdeutschen Provinz der Karmeliten in Straubing in Bayern in der Diözese Regensburg.

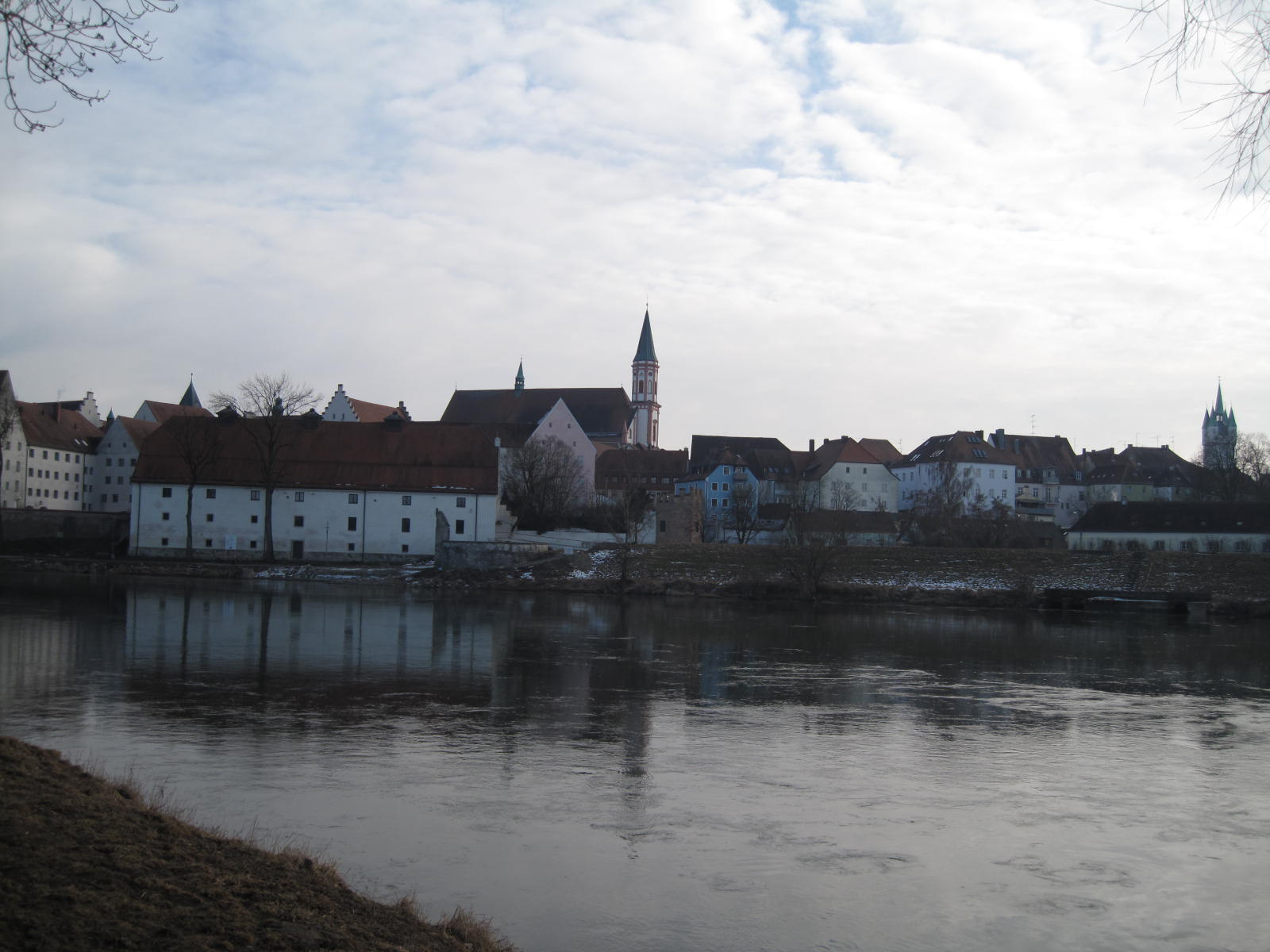
Ansicht der Karmelitenkirche vom gegenüberliegenden Donauufer

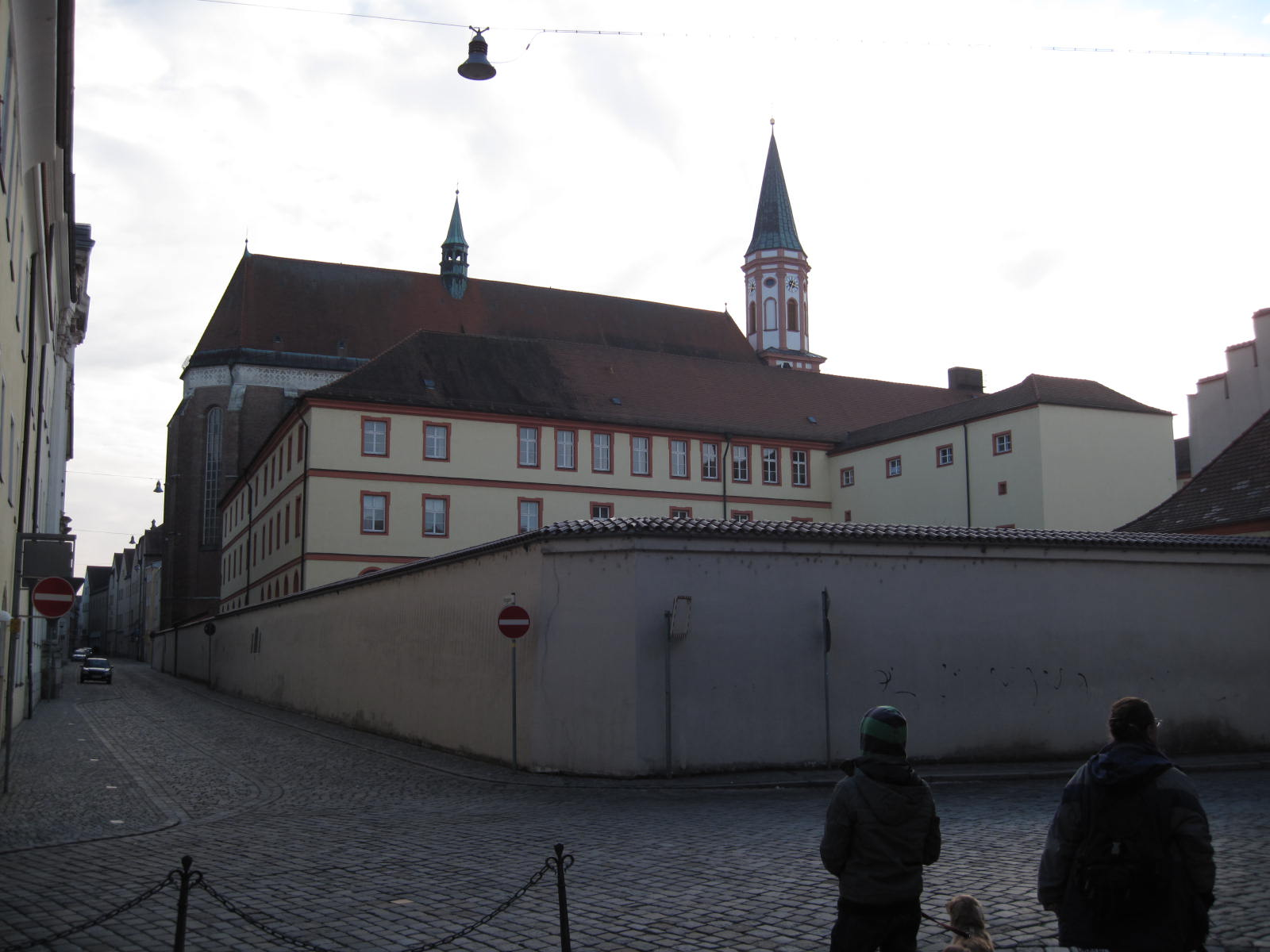
Kloster und Kirche, gesehen vom Schloßplatz

## Geschichte
Das Kloster wurde durch Herzog Albrecht I. von Niederbayern-Straubing (sowie als Schenker des Bauplatzes durch den Straubinger Bürger Albert Stainhauf) im Jahr 1368 gegründet. Albrecht I. erwirkte von Papst Urban V. die Erlaubnis der Niederlassung der Karmeliten in Straubing. Zudem wurde die Zustimmung des Prager Erzbischofs Johann Očko von Wlašim, da der Regensburger Bischofsstuhl damals vakant war, eingeholt.
Die Karmeliten übersiedelten am 1. Oktober 1368 von Regensburg nach Straubing. 1386 wurde dem Kloster die Hofkaplanei im Herzogsschloss übertragen. Im 15. Jahrhundert ist ab 1428 für das Kloster ein Hausstudium nachweisbar, ein Lektor war dabei für die theologische Ausbildung des Ordensnachwuchses zuständig, häufig übte er auch das Amt des Priors aus. Daneben gab es sog. Informatoren, die selbst noch in der philosophischen Ausbildung standen, hier aber bereits Logik und Grammatik unterrichteten. Auch andere Konvente ließen ihren Nachwuchs in dem Kloster ausbilden. Dies ist nicht verwunderlich, denn bereits 1414 besaß das Kloster 150 wertvolle Handschriften. Nach einem Bibliotheksverzeichnis von 1768 stieg der Anteil der Inkunabeln auf 270 Bände. Bei der Säkularisation musste das Kloster diesen Altbestand abgeben, bekam aber 1905 durch eine Tauschaktion einen Teil wieder zurück, sodass heute wieder 160 mittelalterliche Druckwerke vorhanden sind.
Während der Reformationszeit durchlebte das Kloster eine existentielle Krise. Mit der Überführung des Gnadenbildes „Unsere Liebe Frau von den Nesseln“ von Heilbronn nach Straubing im Jahr 1661 entfaltete sich aber an der Karmelitenkirche eine blühende Wallfahrt. Der Neubau des Klosters bis 1700 erfolgte durch den Baumeister Kaspar Zuccalli. Die Klosterkirche wurde seit 1700 im Barockstil durch Wolfgang Dientzenhofer ausgestattet. Im Zuge der Säkularisation in Bayern ab 1803 erfolgte keine Aufhebung. Das Straubinger Kloster wurde Zentralkloster. 1842 wurde es als eigenständiges Karmelitenkloster unter Pater Petrus Heitzer, dem Prior des alten Klosters, wiedererrichtet. Von Straubing aus erfolgte dann im 19. Jahrhundert die Erneuerung der Oberdeutschen Ordensprovinz. 1985–1992 erfolgte die Innenrestaurierung der Karmelitenkirche. Am 26. November 2016 übernahmen drei Brüder der indischen St. Thomas Provinz der Karmeliten die Pastoral an der Klosterkirche.
Das Karmelitenkloster wurde im Oktober 2018 vom Freistaat Bayern erworben. Die Räume des ehemaligen Klosters werden künftig Teil des "Campus Straubing" der Technischen Universität München.

## Klosterkirche

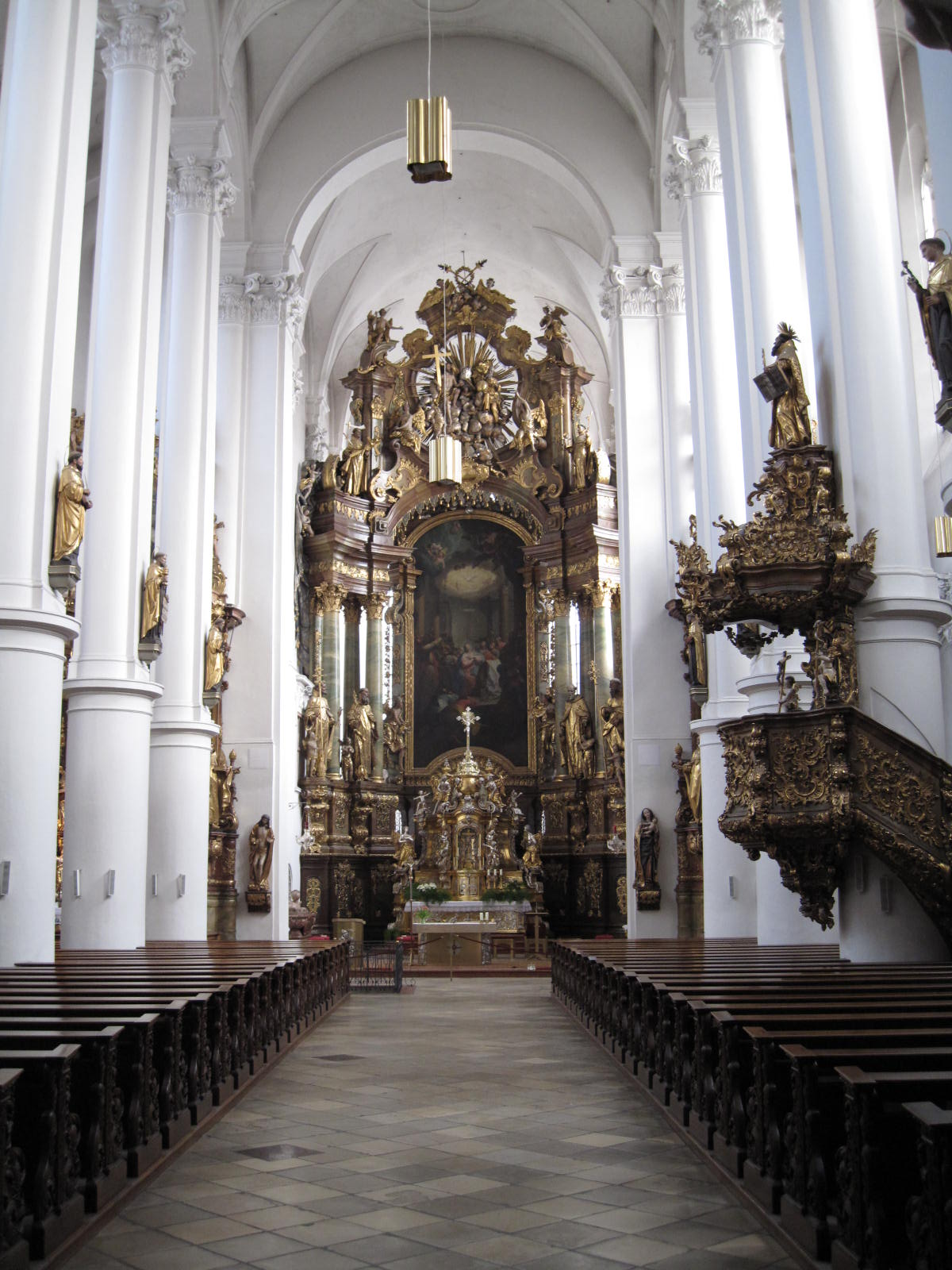
Innenraum mit Hochaltar

Die Hallenkirche wurde zwischen 1368 und 1430 im Stil der Backsteingotik errichtet. Sieben Altäre wurden bereits 1372 konsekriert, die Weihe der gesamten Kirche geschah 1430. Als Baumeister des ersten Kirchenbaus werden Konrad von Straubing, Hans Krumenauer und Hans von Burghausen genannt. Zwischen 1700 und 1755 wurden die Kirche und die Ausstattung im Stil des Barock umgestaltet. Patron der Kirche ist der Heilige Geist, das Patrozinium wird an Pfingsten gefeiert.

### Ausstattung
Das Ölbild des Hochaltars (1741) von Michelangelo Unterberger zeigt die Aussendung des Heiligen Geistes an Pfingsten. Das 21 m hohe Altarretabel wurde von Joseph Matthias Götz entworfen. Von ihm stammen auch die ca. 3 m hohen Figuren (von links: Papst Telesphorus, Prophet Elija, Prophet Elischa und Papst Dionysius). Der Auszug zeigt die auf das Altarbild bezogene Darstellung der Dreifaltigkeit; links steht der Märtyrer Angelus der Karmelit, rechts Albertus Siculus. Die freistehende Altarmensa mit Tabernakel zählt zu den Glanzleistungen von Joseph Matthias Götz. Die Rückseite des Altars ist ebenfalls mit einer Pfingstdarstellung bemalt (1675).
Hinter dem Hochaltar befindet sich das Chorgestühl von 1902 mit 25 Sitzgelegenheiten und 12 Notsitzen. Die Felder der Rückwände sind zum Teil mit aus hellem Lindenholz geschnitzten Reliefs aus dem Marienleben geschmückt. Zwischen Chorgestühl und Hochaltar erhebt sich der ca. 6 m hohe Choraltar von Bildhauer Georg Schreiner aus Regensburg. Die vier Evangelisten tragen auf ihrem Rücken die Weltkugel, auf der Gottvater thront. Darunter schwebt der Heilige Geist über Christus am Kreuz. Der Altar ist nach dem Vorbild des Bronzegusses von Girolamo Campagna in der Kirche San Giorgio Maggiore in Venedig geschnitzt.
Im Chorraum hinter dem Hochaltar befindet sich die spätgotische Tonplastik eines Grabchristus von ca. 1460/70. Der hohl gearbeitete Heilig-Grab-Christus ist 193 cm groß und wurde bis zu seiner Restaurierung 2002 durch das Gäubodenmuseum in einer der Grüfte der Kirche verwahrt.
Der Zelebrationsaltar und der Ambo wurden 1993 von Friedrich Schwarzl aus Bamberg entworfen und ausgeführt. Am Altar sind die Heiligen: Titus Brandsma, Teresia Benedicta a Cruce (Edith Stein), Theresia von Avila und Johannes vom heiligen Samson (weltlicher Name: Jean de Moulin) dargestellt. In der Front des Ambos befindet sich der heilige Johannes vom Kreuz. In die Vorderseite des Altars ist eine Reliquie des seligen Adolph Kolping eingelassen.
Der Entwurf und die Figuren des Skapulier- oder Nesselaltares an der Stirnseite des linken Seitenschiffes und des Sebastianaltars an der Stirnseite des rechten Seitenschiffes stammen ebenfalls von Joseph Matthias Götz (Aufstellung 1740).
Am Skapulieraltar wird das Gnadenbild Maria von den Nesseln verehrt. Die gefasste Holzplastik wurde 1550 als Ersatz eines älteren Vesperbildes für das Heilbronner Karmeliterkloster geschaffen und dort bis zum Abriss des Klosters 1632 verwahrt. Anschließend war die Plastik in Verwahrung der Heilbronner Deutschordenskommende, bevor sie 1661 nach Straubing überführt wurde.
Darüber zeigt das Altarbild von Alphons a.S. Angelo Elshout die Überreichung des Skapuliers an Simon Stock. Figuren des Kyrill von Alexandria und des heiligen Andreas Corsini flankieren das Altarbild. Der Auszug trägt ein Ölbild mit der Darstellung der Verleihung der Bulla Sabatina. Das Altarbild des Sebastianaltars vom Straubinger Maler Johann Kröner (1660) wurde aus der Vorgängerkirche leicht verändert übernommen und zeigt in einer einzigartigen Darstellung das Martyrium des heiligen Sebastian in einer Winterlandschaft. Im Auszug befindet sich ein Ölbild von Egid Quirin Asam mit einer Noli me tangere-Szene. Die beiden Figuren zeigen zwei Karmelitenheilige, den Martyrer Petrus Thomas (links) und Brocardus (rechts).
Weitere Altäre in den Seitenschiffen:
- Arme-Seelen-Altar: Altarbild (Muttergottes mit Kind über Fegefeuer) von Waldemar Kolmsperger junior aus München. Heiligenfiguren Josef und Barbara. Oberbild Anbetung der Könige. Weihe 1693.
- Josephi Altar: Altarbild (Heilige Familie) von Andreas Wolff aus München (1703). Figuren Joachim und Anna. Gestiftet 1705.
- Anna-Altar: Altarbild (Heilige Familie) und Auszugbild (Gottvater) von Sebastian Zierer. Figuren Johannes der Täufer und Johannes der Evangelist. 1656 gestiftet, 1660 geweiht.
- Theresien-Altar: Altarbild (Christus mit der hl. Theresia von Avila und der hl. Maria Magdalena von Pazzi) von Andreas Wolff (1702). Figuren, Paolo d'Allio zugeschrieben, zeigen Johanna von Toulouse und Franziska von Amboise.

Die Kanzel von 1756/57 ist ein Gemeinschaftswerk von Schreiner Anton Abele, Bildhauer Anton Keller und Fassmaler Sebastian Zierer.
Die Orgel ist ein Werk, erbaut 1993 von Sandtner mit 39 Register auf zwei Manualen und Pedal in einem Gehäuse von Johann Sebastian Wild aus Kirchenrohrbach aus dem Jahr 1701.

### Grabdenkmäler

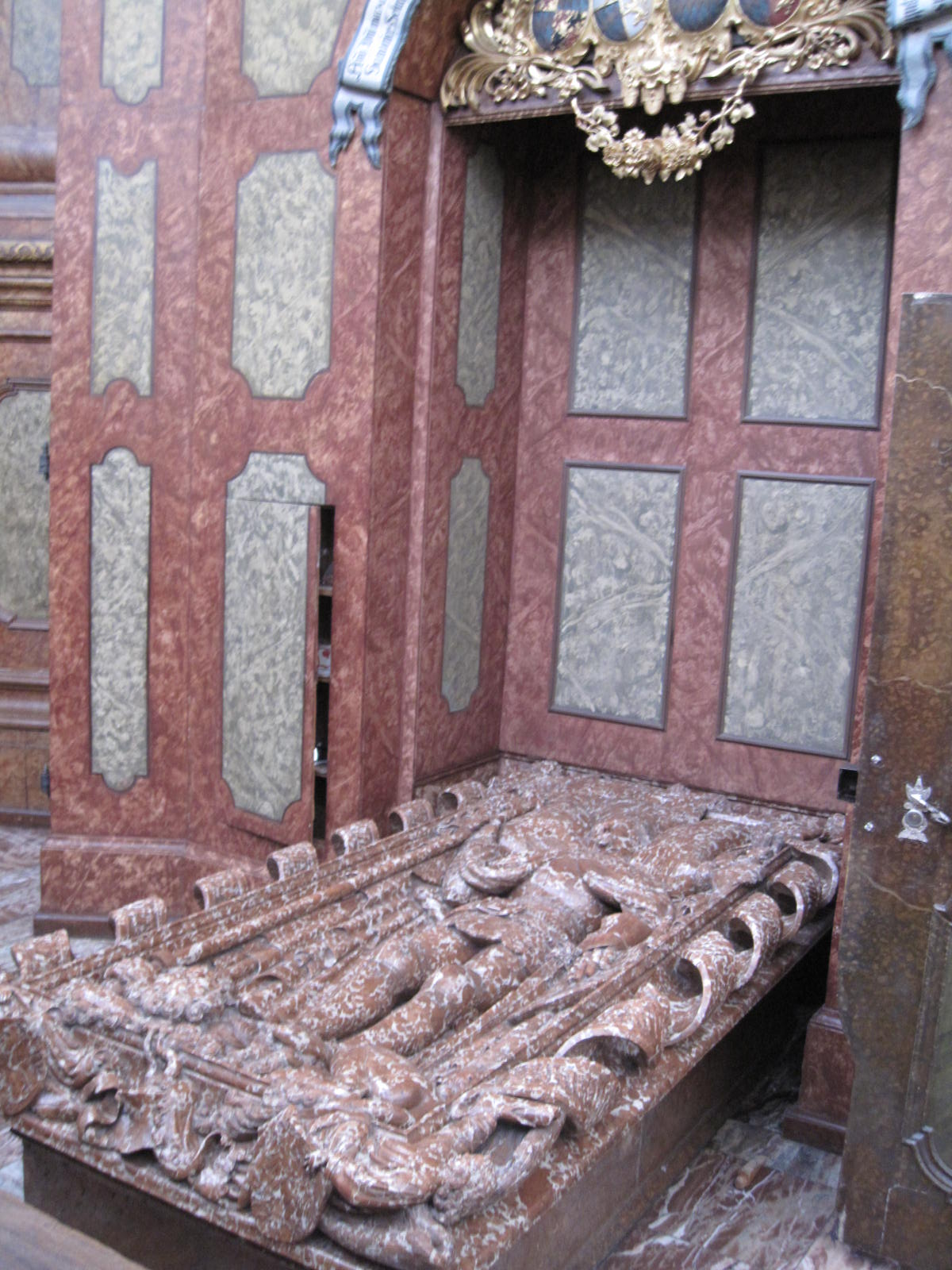
Grabmal Albrechts II.

- Albrecht II. (1368–1397), Herzog von Niederbayern-Straubing-Holland: Hochgrab aus rotem Salzburger-Marmor im Chor der Kirche hinter dem Hochaltar.
- Heinrich Nothaft († 1471) und seine Ehefrau Margaretha von Ortenburg († 1446): Grabplatte aus Rotmarmor links im Chor hinter dem Hochaltar.
- Johann Heinrich Notthafft von Wernberg (1604–1665), Reichsgraf und Reichshofratsvicepräsident: Hochgrab im Chor der Kirche links vor dem Hochaltar.
- Johann Christoph von Preysing-Hohenaschau, Graf (6. Oktober 1666 hier bestattet): Schlichte Grabplatte mit Wappenschild an der Mauerinnenseite des Chorbogens links.
- In einer Kapelle der Kirche wird auch das Grab der Agnes Bernauer († 1435) vermutet.[4]

### Glocken
Im Turm der Karmelitenkirche hängen vier Glocken (d’, f’, as’, b’). Die Glocke 1 von 1765, die Glocke 2 von 1761 und die Glocke 4 (umgegossen) von 1755 wurden vom damals bekannten Barockglockengießer Johann Florido in Straubing im Jahr gegossen. Die Glocke 3 goss der Straubinger Barockgießer Meister Georg Sedlbaur im Jahr 1711. Am Freitag um 15:00 Uhr ist die größte Glocke (Nr. 1) für fünf Minuten zu hören. Am Samstag um 15:00 Uhr wird der Sonntag mit allen vier Glocken auch fünf Minuten lang geläutet. Sonntags wird normalerweise mit allen vier Glocken geläutet. Im Dachreiter befinden sich zwei weitere Glocken (gis’, h’), Glocke 5 ist eine Zinklegierung und Glocke 6 stammt vom Regensburger Glockengießer Georg Schelchshorn 1596. Beide Glocken erklingen von Montag bis Freitag um 15:45 Uhr zur Eucharistischen Anbetung für fünf Minuten.

### Universitätskirche der Technischen Universität München
Am 1. Juli 2023 wurde die Karmelitenkirche offiziell zur Universitätskirche der Technischen Universität München umgewidmet. In der TUM-Kirche sollen unter anderem Universitätsgottesdienste sowie akademische Veranstaltungen stattfinden. Zudem dient die Kirche laut Universitätsleitung als seelsorgerische Anlaufstelle für Studierende und Mitarbeitende der TUM und deren Campus Straubing.

## Bekannte Personen
- Alois Ehrlich (1868–1945); Karmelit, gestorben im Ruf der Heiligkeit.
- Petrus Heitzer (1777–1847); Karmelit, der die Wiedererrichtung des Karmelitenklosters nach der Säkularisation erwirkte.
- Franz Xaver Huber (1819–1888); Karmelit. Zusammen mit seinem Mitbruder Cyrill Knoll brachte er seinen Orden in die Vereinigten Staaten von Amerika.
- Cyrill Knoll (1813–1900); Karmelit. Zusammen mit seinem Mitbruder Franz Xaver Huber brachte er seinen Orden in die Vereinigten Staaten von Amerika.
- Wendelin Zink (1777–1840); Missionar.